# Une peine d'exception
Une peine d'exception (Cruel and Unusual, dans l'édition originale en anglais) est un roman policier et thriller américain de Patricia Cornwell publié en 1993. C'est le quatrième roman de la série mettant en scène le personnage de Kay Scarpetta. L'œuvre remporte de Gold Dagger Award 1993.

## Résumé
Ce soir, à minuit, un homme noir sera exécuté.
Kay Scarpetta doit assister à cette exécution mais un garçon est retrouvé mutilé près d'une épicerie et en même temps une journaliste meurt aussi . Sur la scène du crime, un indice : celui qui a fait emprisonner le condamné à mort.